# Terre Arnolfe
Con il termine Terre Arnolfe si designa una suddivisione storica dell'Umbria, localizzata prevalentemente sulle colline e sui monti Martani, nel territorio della provincia di Terni, al confine con quella di Perugia, nelle zone della Valserra, Montecastrilli, Acquasparta ed Avigliano Umbro. L'antica capitale era costituita dal paese di Cesi.

## Storia
L'imperatore Enrico II, ultimo re di Germania e imperatore della dinastia sassone, giunse ad un accordo con il papa, accordo secondo cui l'imperatore cedeva alla Chiesa i territori delle Terre Arnolfe e in cambio il papa cedeva alcuni altri territori in Carinzia. In forza di questo patto, i discendenti di Arnolfo divennero vassalli della Chiesa. Quindi questi territori imperiali, noti con il nome di predium Terma, vennero ceduti alla Chiesa: Quoddam nostri iuris predium Terma dictum in ducatu Spoletano et in comitatu Narnensi situm. È interessante osservare che nell'atto non si parli di Comitatus Tudertinus. Il fatto tuttavia certo è che i conti Arnolfi risultano feudatari di questi territori a cavallo tra i comitati di Todi, Narni, Terni e Spoleto. Ciò è provato dalle numerosissime donazioni fatte all'Abbazia di Farfa.
Un aspetto importante riguarda l'estensione delle Terre Arnolfe. Non esiste un documento scritto in cui viene riportato che Farnetta facesse parte delle Terre Arnolfe; tuttavia la donazione del 1112, del conte Rapizone degli Arnolfi, della chiesa di Farnetta al monastero di Farfa sembra definitivamente risolvere il problema della determinazione dell'estensione del Contado nell'XI e XII secolo. È noto, infatti, che capitale delle Terre Arnolfe fosse Cesi e che nel corso dei secoli l'estensione di tale territorio diminuì notevolmente.
Secondo il Milj, fanno parte delle Terre Arnolfe i castelli di San Gemini, Cesi, Portaria, Acquasparta, Massa, Macerino, Castiglione, Purzano, Acquapalombo, Appecano, Balduini, Fogliano, Rapicciano, Collecampo, Cisterna, Scoppio, Firenzuola, Messenano, Arezzo, Palazzo, Rivosecco, Poggio, Villa San Faustino, Casigliano, Montignano, Mezzanelli, Castel del Monte, Configni, Scajano, Quadrelli, Cicigliano, Montecastrilli. A questo elenco il Ceci aggiunge le terre di Avigliano, Collesecco e Farnetta fino a Castel dell'Aquila (in quel tempo non ancora esistente).